# 전투 차량

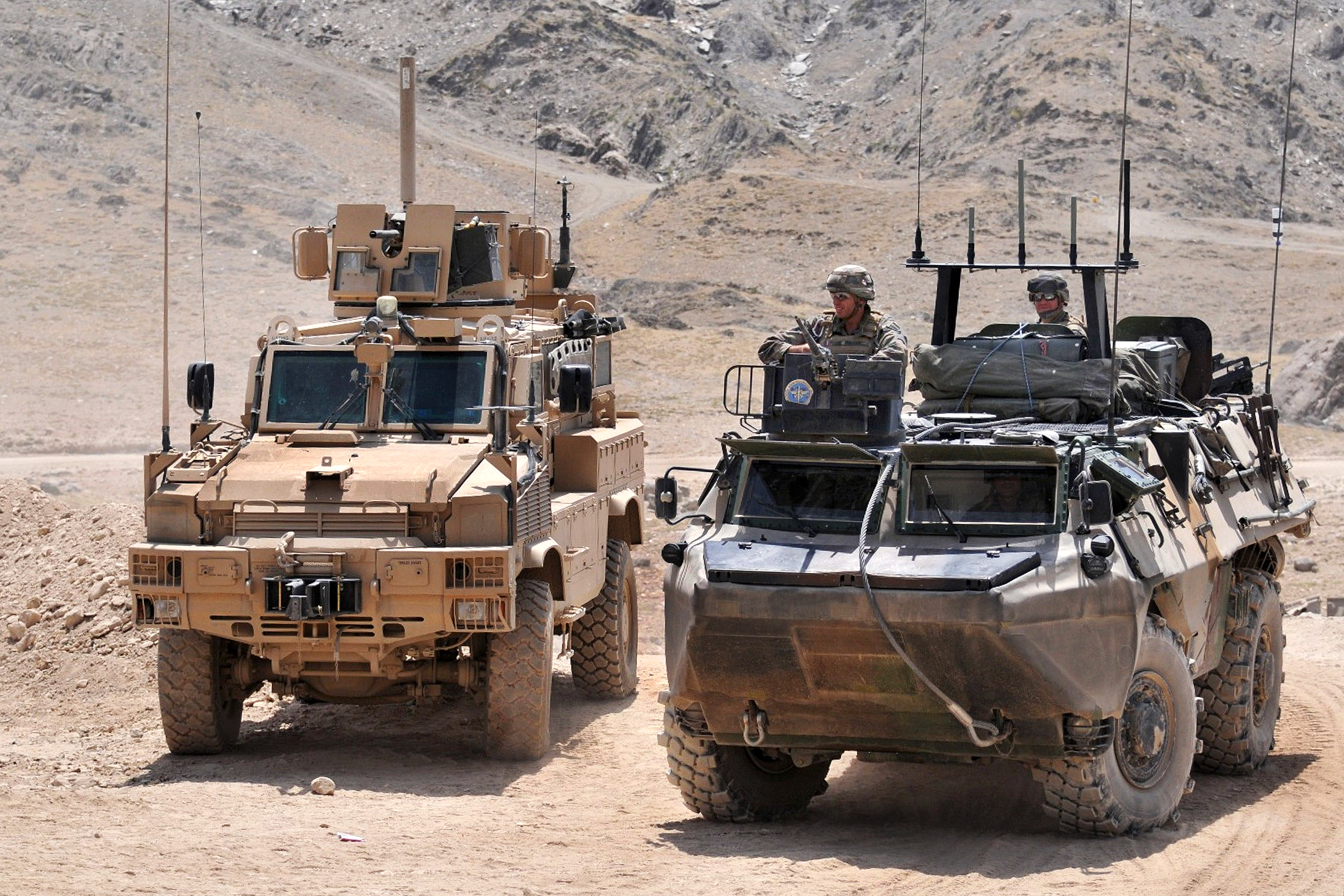
병력수송장갑차

전투 차량, 공격 차량, 지상 공격 차량, 지상 전투 차량은 전투 작전에 사용되는 지상 기반 군용 차량이다. 이는 활성 전투 지역에서 사용하고 기계화 전쟁 및 기동 보병 역할에 사용하도록 설계되었다는 점에서 트럭과 같은 비전투 군용 차량과 다르다.
"전투 차량"의 분류는 매우 광범위한 범주이며 장갑차, 장갑차, 보병 전투 차량, 보병 이동 차량, MRAP 및 탱크가 포함될 수 있다. 기술 차량과 같은 즉석 전투 차량도 전투 차량으로 간주될 수 있다. 대부분의 현대 전투 차량에는 차량 장갑, 공격 또는 방어 무기가 있으며 승객, 장비 또는 물자를 운반할 수 있는 충분한 공간이 있다. 처음 두 가지가 모두 적용되는 경우 차량은 장갑 전투 차량으로 간주될 수 있다.

## 같이 보기
- 군용기
- 우주 무기